# Rebecca Jones
Rebecca Jones (ur. 21 maja 1957 w Meksyku, zm. 22 marca 2023 w Laguna Beach) – meksykańska aktorka filmowa i telewizyjna.

## Nagrody

### Premios TVyNovelas
| Rok  | Kategoria              | Telenowela     | Wynik   |
| ---- | ---------------------- | -------------- | ------- |
| 1986 | Najlepsza antagonistka | El ángel caído | Wygrana |

### Premios People en Español
| Rok  | Kategoria               | Telenowela         | Wynik     |
| ---- | ----------------------- | ------------------ | --------- |
| 2014 | Najgorsza z najgorszych | Señora Acero       | Nominacja |
| 2011 | Najlepsza aktorka       | Para volver a amar | Nominacja |